# 福士氏
福士氏（ふくしし）は、鎌倉時代から戦国時代に活動していた氏族。南部氏の家臣であり、三上、安芸、桜庭の三氏と並んで譜代の家柄で、「南部四天王」と称された。おもに前者は「不来方福士氏」、後者は「折笠福士氏」と呼ばれた。

## 概要
不来方福士氏の場合は、新羅三郎義光の次男・実光を遠祖とする。甲斐国を拠点とした弟の義清から甲斐国巨摩郡福士郷（現在の山梨県南巨摩郡南部町福士）を与えられて、実光から五代目の義近が福士と称し、建久2年（1191年）ごろに同族の南部光行の奥州赴任に随行した。
折笠福士氏の場合は、同族武田氏流板垣氏の祖の板垣兼信の三男の義之を祖とする。義之から九代目が保定（折笠庄次郎）という。
室町時代には南部氏に命じられて不来方城（慶善館・淡路館）を置いた。明徳2年（1391年）8月、十代目の政長（慶善入道）は将軍足利義満に不来方を賜り下向し、不来方城初代城主となった。政長は隠居後慶善に改名、これが現在の盛岡城跡の慶善舘の由来になっている。また、東顕寺は福士氏が開基の寺院であると伝えられる。南部氏は福士氏を目代として不来方の支配を図った。
福士氏は九戸氏と親戚関係にあり、このため九戸政実の乱の後は不来方城主の地位を失っている。不来方城はその後改築され盛岡城になっていった。
その後、福士氏は八戸藩士となり八戸の大慈寺の建設に携わっている。
さらに政定の代に、折笠氏に改称したという。
その一方、天文5年（1536年）年に成立された『津軽郡中名字』によれば、富士氏の支流とされ、また『奥南盛風記』では「本姓不知」と記されて、系統不詳と述べている。さらに陸奥国の土豪の奥州安倍氏流豊間根氏（陸奥国閉伊郡豊間根村発祥）一族とする説もある。

## 板垣退助家との関係
板垣退助の孫・守正は、先祖の縁から旧八戸藩士族・福士進の娘である桃子と婚し、久仁子、正明を生んだ。一家は満洲から復員後、神奈川県に寓居したが、守正の死去後、長らく岩手県また青森県八戸市に住した。岩手県に保管されていた板垣家の遺品は散逸の虞を鑑み、東京の親族を通じて現在は高知市立自由民権記念館に寄託されている。